# George Frederick Charles Searle
George Frederick Charles Searle (* 3. Dezember 1864 in Oakington, Cambridgeshire; † 16. November 1954) war ein britischer Physiker und Lecturer.
1888 begann er im Cavendish-Laboratorium unter Joseph John Thomson zu arbeiten. Diese Tätigkeit setzte er in den nächsten 55 Jahren fort. An der Universität Cambridge war er von 1900 bis 1935 als Lecturer tätig, eine Anstellung, die sowohl Lehrtätigkeit als auch experimentelle Forschung beinhaltete. 1905 wurde er Mitglied der Royal Society. In Cambridge promovierte er 1912 zum Doctor of Science. Searle war mit Alice Mary Edwards verheiratet. Bekannt war auch seine Ablehnung von Tierversuchen.
Wichtig war seine Arbeiten (1896, 1897) zur elektromagnetischen Masse bzw. zur Geschwindigkeitsabhängigkeit der Masse, wobei er erkannte, dass Körper nicht über die Lichtgeschwindigkeit beschleunigt werden konnte, da dies einen unendlich großen Energieaufwand erfordert. Ebenso prägte der den Begriff Heaviside-Ellipsoid, wobei er Oliver Heaviside folgend herausfand, dass elektrostatische Felder in Bewegungsrichtung kontrahiert sind. Diese Entwicklungen fanden sich später teilweise in der Mathematik der Speziellen Relativitätstheorie wieder.

## Belege
1. ↑  Eintrag zu Searle; George Frederick Charles (1864–1954) im Archiv der Royal Society, London

| Personendaten    | Personendaten                    |
| ---------------- | -------------------------------- |
| NAME             | Searle, George Frederick Charles |
| KURZBESCHREIBUNG | englischer Physiker und Lehrer   |
| GEBURTSDATUM     | 3. Dezember 1864                 |
| GEBURTSORT       | Oakington, Cambridgeshire        |
| STERBEDATUM      | 16. November 1954                |